# Trichosea tamsi
Trichosea tamsi är en fjärilsart som beskrevs av Louis Beethoven Prout 1924. Trichosea tamsi ingår i släktet Trichosea och familjen Pantheidae. Inga underarter finns listade i Catalogue of Life.